# Knooppunt Bodegraven
Knooppunt Bodegraven is een knooppunt in Nederland, vormgegeven als een splitsing gelegen in Bodegraven. Hier sluit de N11 op de A12 aan. De aansluiting is geopend in 1939 maar tot oktober 2015 was de aansluiting met de N11 komende vanuit Utrecht aangegeven als afrit 12a. Met de vernieuwing van de bewegwijzering en de wijziging van het aantal rijstroken op de A12 tussen Woerden en Gouda is de afrit gewijzigd naar Knooppunt Bodegraven, daarmee is afritnummer 12a komen te vervallen.
Het knooppunt is vormgegeven als een splitsing, waarbij de A12 de doorgaande verbinding vormt met 2x4 rijstroken, en de 2x2 rijstroken tellende autoweg N11 uit Leiden hier op aansluit. De verbindingsweg van de N11 naar de A12 gaat onder de A12 door. Richting Gouda is ook de afrit naar de verzorgingsplaats Bodegraven in het knooppunt verwerkt. Direct na de splitsing volgt de haarlemmermeeraansluiting van de N11 naar Bodegraven. Het knooppunt is onvolledig en kan alleen door verkeer vanaf Leiden naar Utrecht en vice versa gebruikt worden. Verkeer van Leiden naar Gouda en vice versa gebruikt de nabijgelegen aansluiting Reeuwijk.

## Richtingen knooppunt
| Aansluitende wegen                                 | Aansluitende wegen                         | Aansluitende wegen | Aansluitende wegen | Aansluitende wegen |
| -------------------------------------------------- | ------------------------------------------ | ------------------ | ------------------ | ------------------ |
| richting Bodegraven / Alphen aan den Rijn / Leiden |                                            |                    |                    |                    |
|                                                    |                                            |                    |                    |                    |
|                                                    | richting Utrecht / Ede / Arnhem / Zevenaar |                    |                    |                    |
|                                                    |                                            |                    |                    |                    |
| richting Gouda / Den Haag                          |                                            |                    |                    |                    |

Almere · Amstel · Arnestein · Assen · Azelo · Badhoevedorp · Bankhoef · Batadorp · Beekbergen · Benelux · Beverwijk · Bodegraven ·  Boterdiep ·  Buren · Burgerveen · Coenplein · De Baars · De Hoek · De Hogt · De Nieuwe Meer · De Poel · De Punt · De Stok · Deil · Diemen · Drachten · Drie Klauwen · Eemnes · Ekkersweijer · Emmeloord · Empel · Euvelgunne · Everdingen · Ewijk · Galder · Gooimeer · Gorinchem · Gouwe · Grijsoord · Hattemerbroek · Heerenveen · Hellegatsplein · Het Vonderen · Hintham · Hoevelaken · Hofvliet · Holendrecht · Holsloot · Hoogeveen · Hooipolder · IJmuiden (niet officieel) · Joure · Julianaplein · Kerensheide · Kethelplein · Klaverpolder · Kleinpolderplein · Kooimeer · Kruisdonk · Kunderberg · Lankhorst · Leenderheide · Lunetten · Maanderbroek · Markiezaat · Muiderberg · Neerbosch · Noordhoek · Ommedijk · Oud-Dijk · Oudenrijn · Paalgraven · Princeville · Prins Clausplein · Raasdorp ·  Reitdiep ·  Ressen · Ridderkerk · Rijkevoort · Rijnsweerd · Rottepolderplein · Rozenburg · Sabina · Sint-Annabosch · Stelleplas · Slufter · Ten Esschen · Terbregseplein · Tiglia · Vaanplein · Valburg · Velperbroek · Velsen · Vlaardingen · Vught · Waterberg · Watergraafsmeer · Werpsterhoek · Westerlee · Ypenburg · Zaandam · Zaarderheiken · Zonzeel · Zoomland · Zuidbroek · Zurich

Geplande knooppunten:
De Liemers · Zestienhoven

Voormalige knooppunten:
Bocholtz · Ekkersrijt · Europaplein (Groningen) · Europaplein (Maastricht) · Lindenholt